# قبیله سارپاتا
قبیله سارپاتا (هندی: சார்பட்டா பரம்பரை) یک فیلم ورزشی و درام تاریخی هندی به زبان تامیلی محصول سال ۲۰۲۱ به کارگردانی پا. رنجیس با بازی آریا، جان کوکن، شبیر کالاراکال، دوشارا ویجایان، پاسوپاتی، آنوپاما کومار و سانچانا ناتاراجان است. داستان فیلم در دهه ۱۹۷۰ اتفاق می‌افتد، این فیلم حول درگیری بین دو قبیله به نام‌های ایدیاپا پارامبارای و سارپاتا پارامبارای در شمال چنای می‌چرخد که فرهنگ بوکس را در منطقه و سیاست درگیر در آن را نیز به نمایش می‌گذارد.
این فیلم در ابتدا برای اکران در سینما برنامه‌ریزی شده بود که به دلیل همه‌گیری کووید ۱۹ به تعویق افتاد که در نتیجه سازندگان نسخه مستقیم به دیجیتال را انتخاب کردند و حقوق پخش توسط آمازون پرایم ویدئو بدست آمد. این فیلم از طریق سرویس استریم در ۲۲ ژوئیه ۲۰۲۱ منتشر شد، همزمان با جشن‌های روز نخست و با تحسین منتقدان از شخصیت‌پردازی و بازی‌های بازیگران اصلی (به ویژه آریا، کالایاراسان، آنوپاما، پاسوپاتی، شبیر و جان کوکن)، کارگردانی، داستان، تحسین شد. فیلمنامه، موسیقی، فیلمبرداری و دیگر جنبه‌های فنی اصلی فیلم. منتقدان بیشتر رانجیت را به خاطر محیط و تصویر واقعی از شمال مدرس و فرهنگ بوکس دهه ۱۹۷۰ تحسین کردند. در مارس ۲۰۲۳، یک دنباله اعلام شد که پا. رنجیس به عنوان کارگردان و آریا در نقش اصلی حضور دارند.

## تولید
در ابتدا قرار بود تولید این فیلم در فوریه و مارس ۲۰۲۰ و پس از جلسات آموزشی فشرده بازیگران درگیر در فیلم آغاز شود، اما به دلیل قرنطینه ناشی از بیماری همه گیر COVID-19، ساخت آن بیشتر به تعویق افتاد و در نهایت در سپتامبر ۲۰۲۰ آغاز شد. که در دسامبر ۲۰۲۰ به پایان رسید، با فیلمبرداری نزدیک به چهار ماه در چنای و اطراف آن انجام شد.